# Istočnoromanski jezici
Istočnoromanski jezici (privatni kod: erom) zasebna su grana romanskih jezika [roma]. Kao i ostali romanski jezici, istočnoromanski jezici razvili su se iz narječja latinskog jezika, odnosno tzv. "vulgarnog latinskog", latina vulgata, kojim su, u kasno doba Rimskog Carstva i nakon njegova raspada, govorili obični ljudi.
Najprihvaćenija pretpostavka o podrijetlu je da su se istočnoromanski jezici razvili na prostorima oko Dunava u rimskoj Daciji i Meziji te da su govornici ovih nakon raspada Rimskog Carstva, u velikoj većini, migrirali na sjever na područje današnje Rumunjske. To je jedan od razloga zbog kojeg se istočnoromanske jezike (kod nekih autora) smatra dijalektima rumunjskog jezika, a dijele se na:
- dačkorumunjski - najrašireniji istočnoromanski jezik kojim govori većina ljudi u Rumunjskoj te Rumunji u Srbiji, Ukrajini, Bugarskoj i Mađarskoj. Romski bajaški jezik zapravo je dijalektalna varijanta rumunjskog, a moldavski jezik koji je službeni u Moldovi identičan je standardnom rumunjskom jeziku uz tek nekoliko sitnih razlika u vokabularu i pravopisu.
- aromunski - govori ga oko milijun ljudi u Grčkoj, Makedoniji, Albaniji i dijelovima Bugarske i Turske.
- meglenski - govor romanofonog stanovništva u blizini Soluna u grčkoj Makedoniji.
- istrorumunjski - gotovo iščezli govor istarskih Ćića u Hrvatskoj.

Dok su ostali romanski jezici tijekom razvoja usvajali tuđice, uglavnom, iz germanskih jezika, na istočnoromanske jezike najveći utjecaj su vršili slavenski jezici, a neko vrijeme i turski jezik. Ovi utjecaji te geografska odvojenost od ostalih romanskih jezika rezultirali su zasebnim, drukčijim razvojem i očuvanjem nekih latinskih gramatičkih oblika koji su u ostalim romanskim jezicima davno nestali.

## Vanjske poveznice
- Ethnologue (14th)
- Ethnologue (15th)